# Saab 9-5
Para el modelo de los años 1960-1978 véase Saab 95.
El Saab 9-5 es un automóvil de turismo del segmento E producido por el fabricante sueco Saab Automobile desde el año 1997 hasta el año 2012. Es el sucesor del Saab 9000 y competía contra los Audi A6, BMW Serie 5,y Mercedes-Benz Clase E. Tiene cinco plazas, motor delantero transversal y tracción delantera, y está disponible con carrocerías sedán de cuatro puertas y familiar de cinco puertas.

## Primera generación (1997-2009)

### Motores
Sus motores de gasolina son un cuatro cilindros en línea de 2.0 L de cilindrada y 150 o 180 CV de potencia máxima; un cuatro cilindros en línea de 2.3 litros y entre 170 y 260 CV; y un V6 de 3.0 L de cilindrada con turbocompresor y 200 CV. Todos ellos tienen turbocompresor; algunos de ellos se venden en ciertos países con modificaciones para funcionar con E85 (etanol al 85%).
Los tres diéseles tienen turbocompresor de geometría variable e intercooler: un cuatro cilindros en línea de 2.2 litros fabricado por Isuzu con cuatro válvulas por cilindro, inyección directa de combustible y 125 CV; un cuatro cilindros en línea de 1.9 litros de origen Fiat con inyección directa common-rail y 120 o 150 CV; y un 3.0 litros de 175 CV, de seis cilindros en V y hecho por Isuzu.

## Segunda generación (2010-2012)
A pesar de que General Motors ya había vendido Saab a la empresa de superdeportivos Spyker, el 9-5 de la nueva generación estaba basado en la plataforma Epsilon de GM II. Fue presentado en septiembre de 2009 y estaba previsto que saliera a la venta en 2010. En de junio de 2009, las fotos de la próxima generación fueron filtradas antes de su inauguración en 2009 en el Salón del Automóvil de Fráncfort.
El lanzamiento del Nuevo Saab 9-5 fue en septiembre de 2010.
Elegante, sofisticado y con las tecnologías más avanzadas, el nuevo Saab 9-5, traía una nueva alternativa de elección para el segmento de sedán de alta calidad.
La mezcla de formas suaves y angulosas junto a los detalles tecnológicos como las luces led, sugerían un cambio de actitud.
El interior de Saab 9-5, destacaba por su amplitud, mayor que su predecesor, donde el espacio para piernas y la anchura del vehículo aumentaron considerablemente. Los acabados eran de alta calidad, cuidando hasta el extremo cualquier detalle.
En lo referente a motores, equipaba inicialmente un motor diésel y dos de gasolina. En cuanto al diésel, se trataba de un motor turbodiésel 2.0 litros de 160 CV en el que las emisiones apenas llegan a los 139 g/km de CO2 y el consumo estaba en unos excelentes 5,3 L/100 km; el mismo motor de GM que incorporaba el Opel Insignia. En cuanto a los gasolina, un 2.0 litros turbo de 220 CV y un V6 de 2.8 L de 300 CV. Estaba previsto también un nuevo motor tetracilíndrico de 1.6 litros y 180 CV y un 2.0 L Biopower que funcionaría con bioetanol, además de una nueva mecánica diésel 2.0 TTiD de 190 CV para después del verano.
Los Saab 9-5 usarían de serie transmisiones manuales de seis velocidades, aunque se dispondría de una opción de modo automático. De tracción delantera, salvo el V6 que llevaba tracción integral XWD. Esta última tracción también estaría disponible para los motores 2.0 litros y los Biopower (con llegada en septiembre).
Los niveles de equipamiento para el nuevo Saab 9-5, eran tres: Linear, Vector y Aero.
Destacaba por encima de todo, el sistema Head up Display, que nos proyecta la información sobre el parabrisas, además lleva un programador de velocidad activo denominado ACC; También incorporaban un navegador GPS con disco duro de 10 Gb, conexión externa USB/Aux y pantalla táctil de 8" o un sistema de infotainment con pantallas y auriculares para los asientos traseros.
Equipaba además una suspensión variable adaptativa, Saab DriveSense, que se adaptaba a cualquier situación. El nuevo Saab 9-5 venía con acceso y arranque sin llave, el sistema es por aproximación de la llave a los diferentes sistemas. Faros Bi-Xenon Smart Beam de iluminación adaptativa, climatizador de tres zonas (conductor, acompañante y plazas traseras), freno de estacionamiento eléctrico y control de distancia de aparcamiento, eran otros elementos de serie.
Opcionalmente, se podía montar un auténtico equipo multimedia-sonido, Harman-Kardon, con una pantalla táctil de 8" y un disco duro para mapas y audio, con conexión USB y conexión auxiliar para fuentes de sonido externas. Este equipo además llevaba un sistema de entretenimiento para los pasajeros traseros, con reproductor de DVD, monitores escamoteables en la parte trasera de los reposacabezas delanteros y auriculares inalámbricos.

### Motores
| Motor ciclo Otto   | Motor ciclo Otto | Motor ciclo Otto | Motor ciclo Otto               | Motor ciclo Otto | Motor ciclo Otto | Motor ciclo Otto     | Motor ciclo Otto | Motor ciclo Otto   | Motor ciclo Otto |
| Modelo             | Motor            | Desplazamiento   | Potencia                       | Par motor        | 0–100 km/h,s     | Vel. tope (FWD)      | Nota             | CO2 emisión (g/km) | Años             |
| ------------------ | ---------------- | ---------------- | ------------------------------ | ---------------- | ---------------- | -------------------- | ---------------- | ------------------ | ---------------- |
| Ecotec 1.6T        | I4               | 1598 cc          | 180 CV 134 kW 182 PS @5500 rpm | 230 Nm @2200 rpm | 9.5              | 220 km/h (136,7 mph) |                  | 179                | 2011–2012        |
| Ecotec 2.0T        | I4               | 1998 cc          | 220 CV 164 kW 223 PS @5300 rpm | 350 Nm @2500 rpm | 8.0              | 240 km/h (149,1 mph) |                  | 198                | 2010–2012        |
| 2.8T               | V6               | 2792 cc          | 300 CV 224 kW 304 PS @5500 rpm | 400 Nm @2000 rpm | 6.9              | 250 km/h (155,3 mph) |                  | 269                | 2010–2012        |
| BioPower engine    |                  |                  |                                |                  |                  |                      |                  |                    |                  |
| Modelo             | Motor            | Desplazamiento   | Potencia                       | Par motor        | 0–100 km/h,s     | Vel. tope            | Nota             | CO2 emisión (g/km) | Años             |
| 2.0T BioPower      | I4               | 1998 cc          | 220 CV 164 kW 223 PS @5300 rpm | 350 Nm @2500 rpm | 8.0              | 240 km/h (149,1 mph) |                  | 198                | 2011–            |
| Motor ciclo Diésel |                  |                  |                                |                  |                  |                      |                  |                    |                  |
| Modelo             | Motor            | Desplazamiento   | Potencia                       | Par motor        | 0–100 km/h,s     | Vel. tope            | Nota             | CO2 emisión (g/km) | Años             |
| 2.0TiD             | I4               | 1956 cc          | 160 CV 119 kW 162 PS @4000 rpm | 350 Nm @1750 rpm | 9.9              | 215 km/h (133,6 mph) |                  | 139                | 2010–2012        |
| 2.0TTiD            | I4               | 1956 cc          | 190 CV 142 kW 193 PS @4000 rpm | 400 Nm @1750 rpm | 8.8              | 230 km/h (142,9 mph) |                  | 159                | 2011–2012        |

### Transmisiones y diseño

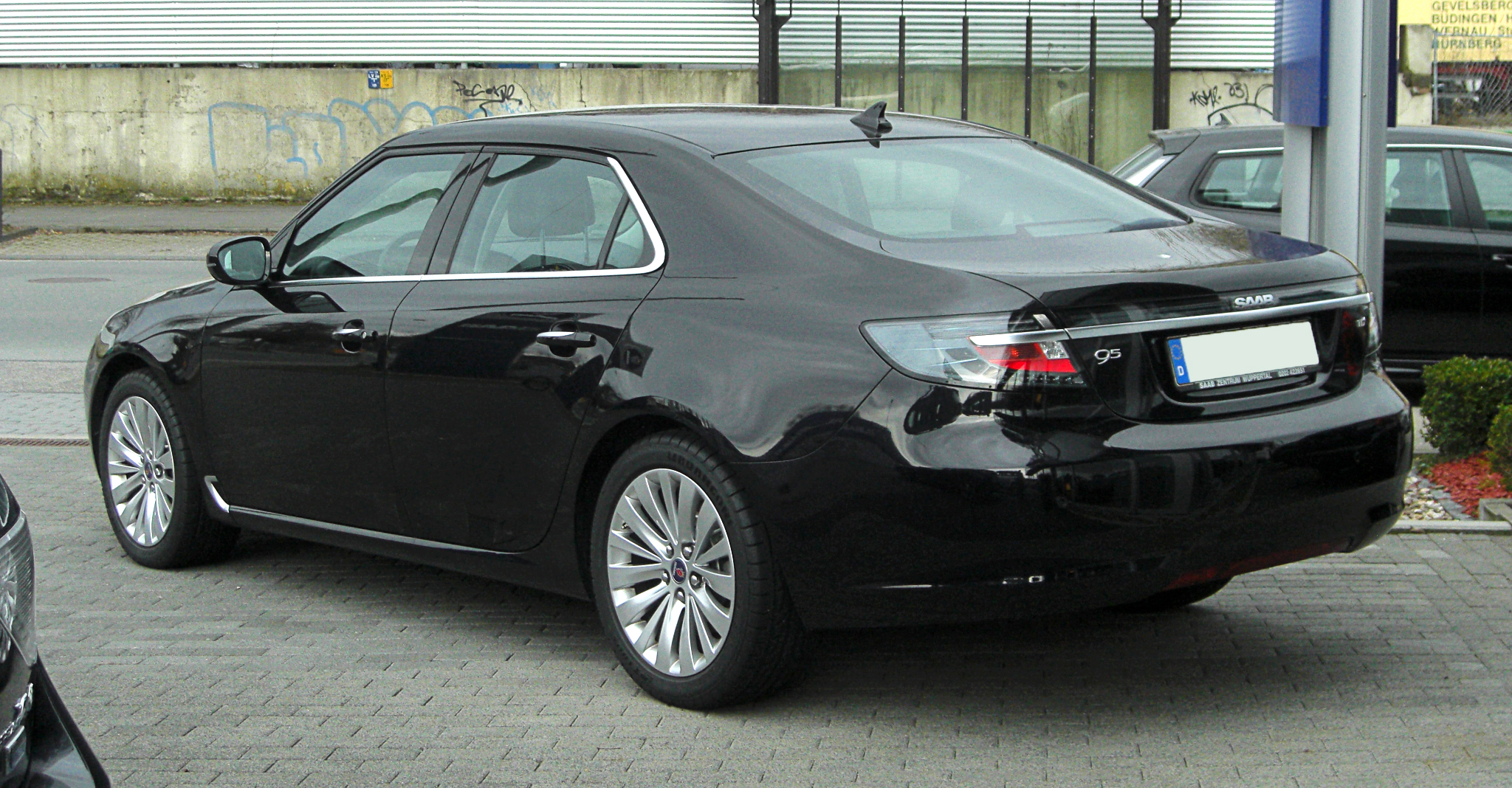
La parte trasera de un Saab 9-5 sedán 2011

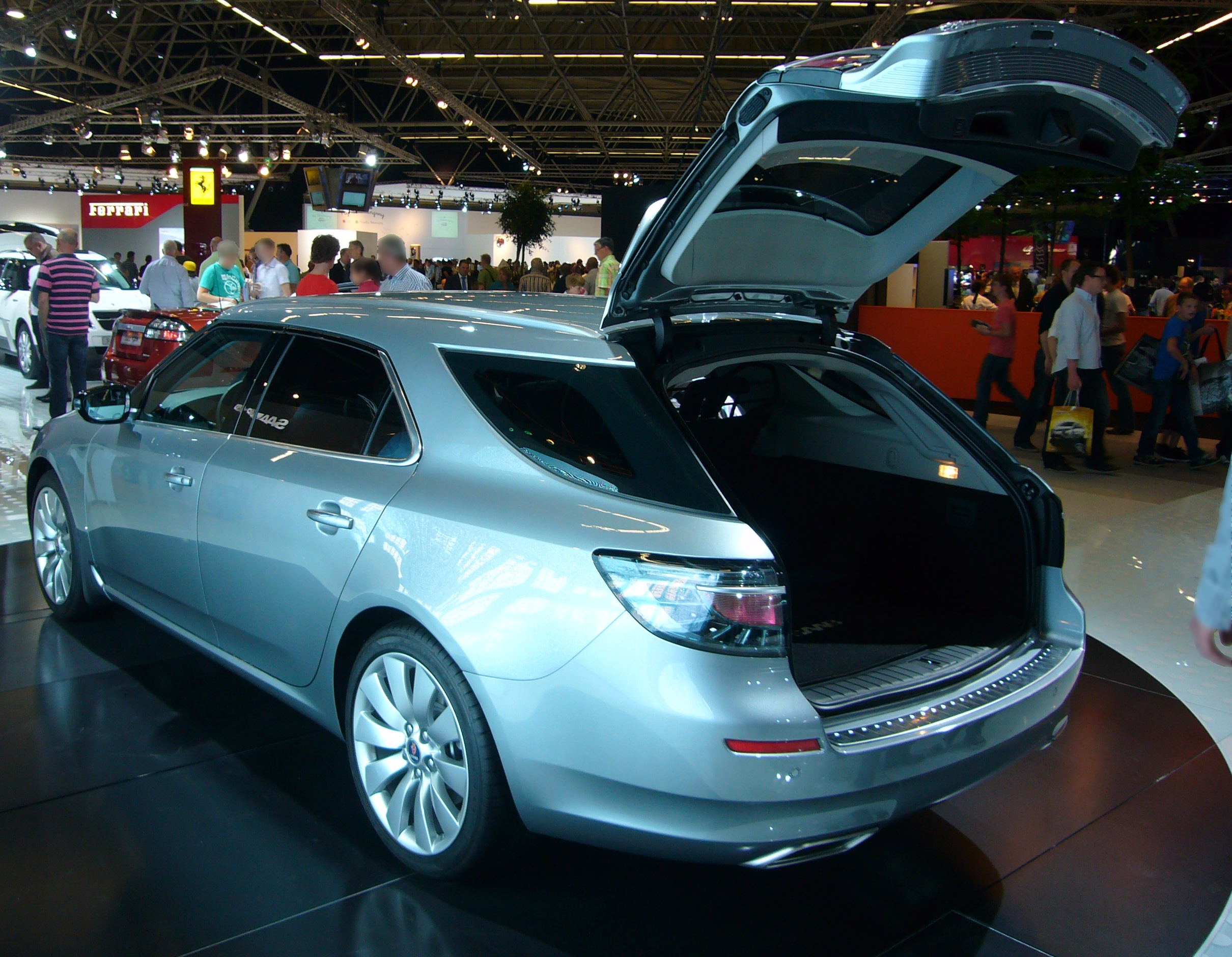
Saab 9-5 SportCombi

| Motor ciclo Otto   | Motor ciclo Otto   | Motor ciclo Otto   | Motor ciclo Otto   | Layout             | Layout                 |
| Modelo             | Años               | Estándar           | Opcional           | tracción delantera | tracción cuatro ruedas |
| ------------------ | ------------------ | ------------------ | ------------------ | ------------------ | ---------------------- |
| 1.6T               | 2010–              | 6-speed manual     | -                  | Sí                 | No                     |
| 2.0T               | 2010–              | 6 vel. manual      | 6 vel. automático  | Sí                 | Sí                     |
| 2.8T               | 2010–              | 6 vel. automático  | -                  | No                 | Sí                     |
| Motor BioPower     | Motor BioPower     | Motor BioPower     | Motor BioPower     | Layout             | Layout                 |
| Modelo             | Años               | Estándar           | Opcional           | tracción delantera | tracción cuatro ruedas |
| 2.0T               | 2010–              | 6-speed manual     | 6-speed automatic  | Sí                 | Sí                     |
| Motor ciclo Diésel | Motor ciclo Diésel | Motor ciclo Diésel | Motor ciclo Diésel | Layout             | Layout                 |
| Modelo             | Años               | Estándar           | Opcional           | tracción delantera | tracción cuatro ruedas |
| 2.0TiD             | 2010–              | 6 vel. manual      | 6 vel. automática  | Sí                 | No                     |
| 2.0TTiD            | 2010–              | 6 vel. manual      | 6 vel. automática  | Sí                 | Sí                     |